# Thomas Catesby Paget
Thomas Catesby Paget ou Pagett (1689 - 4 février 1742) appelé Hon. Thomas Catesby Paget de 1712 à 1714, puis Lord Paget, écrivain et homme politique anglais, a siégé à la Chambre des communes de 1715 à 1727 et a fait partie de la maison du roi George II.

## Jeunesse
Paget est né en 1689, fils d'Henry Paget, futur comte d'Uxbridge, et son épouse Mary Catesby, fille de Thomas Catesby de Whiston, Northamptonshire . Il a été admis au Clare College, Cambridge le 20 avril 1705 et l' examen d'entrée au Trinity College, Oxford le 19 avril 1707 . Son père était très préoccupé en 1710 pour obtenir la libération de Paget quand il a été fait prisonnier par les français pendant la guerre de Succession d'Espagne, alors qu'il tentait de se rendre dans le sud de l'Allemagne jusqu'en Italie .

## Carrière politique
Aux élections générales de 1715, Paget fut élu sans opposition en tant que député du Staffordshire. En 1719, il fut nommé gentilhomme de la chambre à George, prince de Galles. En 1722, il est réélu député de Staffordshire. Aux élections générales de 1727, il choisit de se présenter dans le Middlesex en tant que whig, mais il est battu. Il ne se représenta plus jamais au Parlement mais fut promu Lord de la chambre du roi George II en 1727. En 1736, il démissionna de son poste à la cour pour raisons de santé .

## Travaux littéraires
Paget a composé des pièces en vers et en prose, selon Horace Walpole, «dans l'intervalle du mauvais temps en période de chasse». Ses vers a été décrits comme présentant un "cynisme tenace". Walpole a déclaré que ses œuvres comprenaient beaucoup de bon sens mais pas beaucoup de poésie. Ils comprenaient:
- Essai sur la vie humaine, Londres (1734); une imitation proche de Alexander Pope. Il a été imprimé dans un supplément aux œuvres de Pope en 1757.
- Une épître à M. Pope, dans Anti-heroics, Londres, 1737.
- Quelques réflexions sur l'administration du gouvernement (anonyme), Londres, 1740.

Ses écrits ont été rassemblés dans Miscellanies in Prose and Verse (1741) .

## La mort et l'héritage
Il décède à West Drayton le 4 février 1742 et est enterré le 19 février à l'Abbaye de Westminster. Il avait épousé lady Elizabeth Egerton, fille de John Egerton (3e comte de Bridgewater) le 6 mai 1718, à Gray's Inn . Ils ont eu deux fils:
- Henry Paget (2e comte d'Uxbridge) (1719-1769)
- L'hon. George Paget (1720-1737), décédé à Colchester